# Alfred H. Colquitt
Alfred Holt Colquitt (Monroe, 20 aprile 1824 – Washington, 26 marzo 1894) è stato un politico e generale statunitense.

## Biografia

### Origini
Figlio dell'influente politico georgiano Walter T. Colquitt, studiò all'Università di Princeton e divenne avvocato nel 1844. Due anni più tardi tuttavia abbandonò la carriera legale per quella militare, combattendo nella guerra messico-statunitense e raggiungendo il grado di maggiore.
Rientrato in Georgia e divenuto dapprima predicatore metodista, entrò in seguito in politica, servendo come democratico alla Camera dei Rappresentanti per un solo mandato, tra il 1853 e il 1855. Secessionista convinto, fu uno dei grandi elettori democratici alle elezioni presidenziali del 1860 e uno dei più entusiasti sostenitori della nascita degli Stati Confederati d'America, arruolandosi subito nel neocostituito esercito confederato.

### Guerra civile
Inizialmente posto a difesa della capitale Richmond, combatté alla battaglia di Antietam, e per il valore dimostrato venne promosso brigadier generale. Poco dopo tuttavia la sua condotta, giudicata fallimentare alla battaglia di Chancellorsville, ne causò la rimozione dal comando e il trasferimento sul fronte secondario della Carolina del Sud, dove si occupò di difendere il porto di Charleston.
Riuscì a respingere l'invasione nordista della Florida alla battaglia di Olustee, e per questo venne promosso maggior generale e divenne noto come l'Eroe di Olustee. La guerra era tuttavia ormai persa, e all'inizio del 1865 Colquitt si arrese a Fort Fisher.

### Governatore della Georgia
Rientrato in politica durante l'era della ricostruzione, venne eletto governatore della Georgia nel 1876. Colquitt rafforzò la propria presa sul potere georgiano formando un "triumvirato" con Joseph E. Brown e John B. Gordon, i principali politici democratici dello Stato, garantendosi così l'appoggio della vecchia aristocrazia schiavista.
Durante il suo mandato governatoriale ricostruì ed espanse il sistema ferroviario georgiano, ancora danneggiato dalla guerra civile, e approvò una riforma costituzionale che accorciava il mandato del governatore da quattro a due anni. Fu rieletto nel 1880, e non si ricandidò due anni più tardi.

### Ultimi anni e morte
Estremamente popolare, venne subito eletto senatore e lo rimase fino alla morte, avvenuta il 26 marzo 1894, poco dopo essere stato rieletto per la settima volta.
Nel 1892 aveva subito un ictus, dal quale tuttavia si era ripreso tanto da poter tornare a Washington per ricoprire il proprio ruolo (anche se aveva estrema difficoltà a camminare). Due anni più tardi tuttavia un nuovo ictus gli fu fatale, facendolo morire nella capitale statunitense.